# میرزا اسدالله خویی

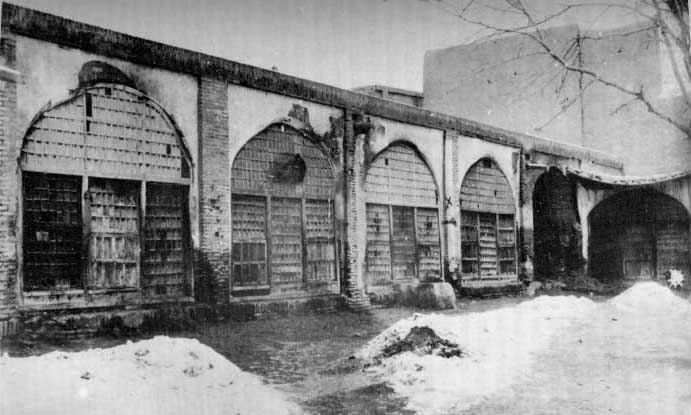
محل تیرباران سید علی‌محمد باب و محمدعلی زنوزی و جایی که جسد آن‌ها در آن انداخته شد در سربازخانهٔ تبریز

میرزا اسدالله خویی یکی از پیروان کتاب بیان بود. بعد از اعدام سید علی‌محمد باب در سال ۱۸۵۰، تا فاصلهٔ ۲۰ سال از مرگ باب، بیش از ۲۵ نفر ادعای من‌یظهره‌الله بودن کردند. میرزا اسدالله خویی یکی از نخستین کسانی بود که چنین ادعایی کرد.

## ادعای «من‌یظهراللهی»

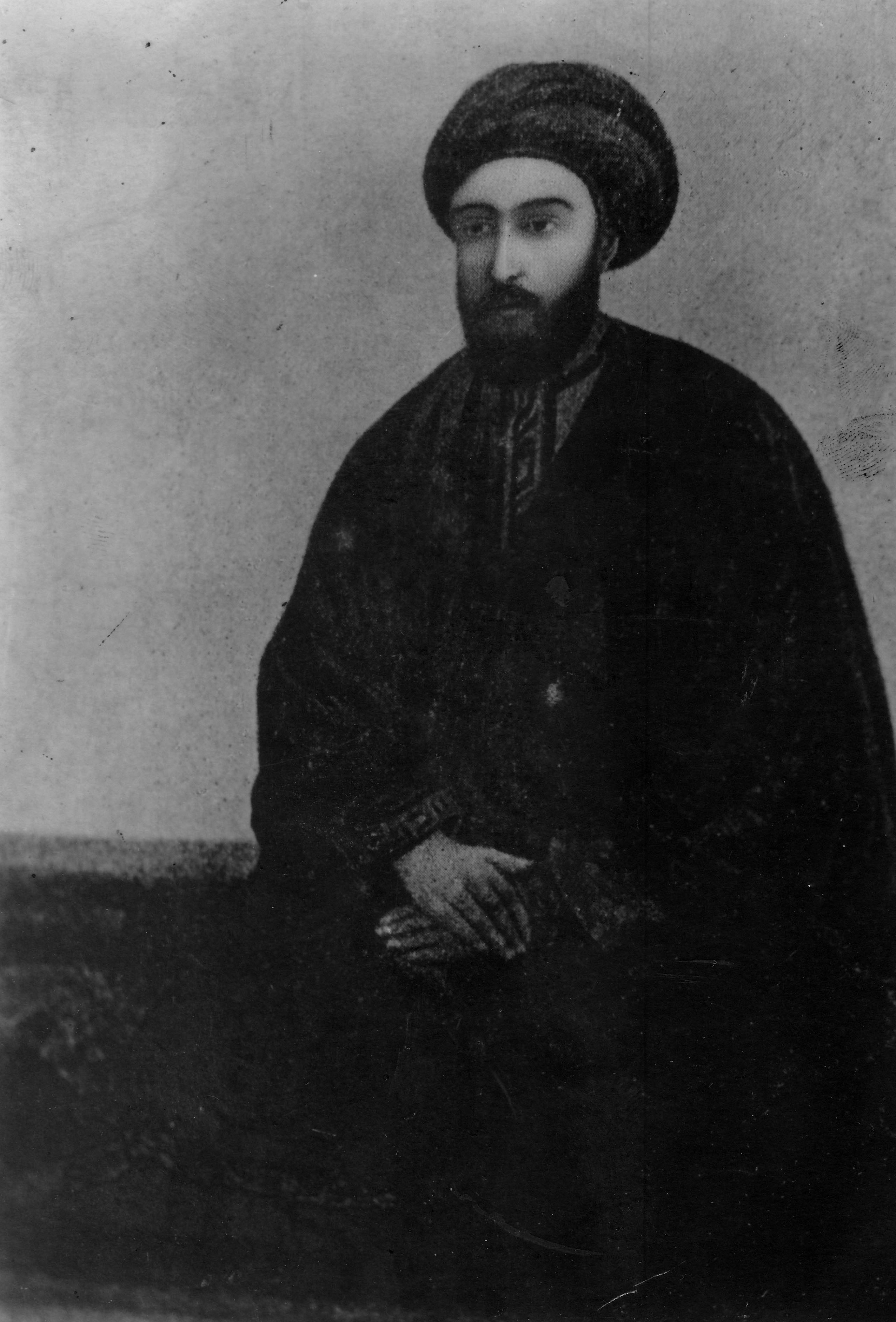
سید علی‌محمد شیرازی مشهور به باب

مَن‌یُظهِرُهُ‌الله (به معنی: کسی که خدا ظاهرش می‌کند) به باور بابیان و بهائیان، فردی است که بنا به کتاب بیان فرستادهٔ خدا است و خداوند بعد از سید علی‌محمد باب او را به پیامبری برخواهد گزید تا راهنمای بشر و نجات‌گر عالم باشد. به اعتقاد بهائیان، من‌یظهره‌الله، همان بهاءالله، شارع دیانت بهائی است.
باب به کرّات در آثار خود به ظهور من‌یظهره‌الله اشاره می‌کند. به اعتقاد دنیس مکین پس از مرگ باب همه یا دست‌کم اکثر پیروانش ظهور من‌یظهره‌الله را در فاصله‌ای خیلی دور پیش‌بینی می‌کردند. عموماً تصور می‌شد ظهور من یظهره الله زودتر از دست کم ۲۰۰۰ سال از ظهور باب و قبل از مورد قبول گرفتن دین باب در بسیاری از کشورها رخ نخواهد داد. در عین حال باب گفته بود که تنها خدا زمان ظهور وی را می‌داند. وی همچنین گفته بود که هیچ‌کس نمی‌تواند به دروغ چنین ادعایی کند و وی ناگهان ظاهر خواهد شد. بعد از اعدام باب در سال ۱۸۵۰ تعدادی از بابیان و تا فاصله ۲۰ سال از مرگ باب بیش از ۲۵ نفر ادعای من یظهره‌الله‌ای کردند.  دنیس مکین نام بیست نفر از مدعیان را (که البته همهٔ آن‌ها را مدعی من‌یظهره‌اللهی نمی‌داند) فهرست کرده‌است. میرزا اسدالله خویی دایان یکی از اولین کسانی بود که چنین ادعایی کرد و قبل از این‌که طرفداران قابل توجهی کسب کند در بغداد احتمالاً با توطئهٔ یحیی صبح ازل به قتل رسید. البته ازلیان بهاءالله را قاتل او دانسته‌اند. عزیه نوری عمهٔ عبدالبهاء در رسالهٔ تنبیه‌النائمین این امر را به ماجرای پیراهن عثمان تشبیه کرده‌است. بعدها بهاءالله در سال ۱۸۶۳ به‌طور خصوصی و بعدتر در سال ۱۸۶۶ ادعای من‌یظهری کرد.
ادوارد براون چنین نگاشته‌است:
 تعالیم باب نیز پیشرفت‌های چشمگیری داشت. او اعلام کرد که صرفاً دروازه و راهی که به امام مهدی ختم می‌شود نیست بلکه خود امام است و این‌که او عملاً موعود و حقیقت آغازین است که بار دیگر برای بشر آشکار شده‌است و این‌که آنچه در ظهورهای قبلی به‌طور تاریک بیان شده بود و به‌صورت معما درآمده بود حالا او آن را به‌طور باز و بدون تردید بیان و اعلام می‌کند. در همان زمان او پایانی را برای ظهورش اعلام نمی‌کند و رسماً و علناً اعلام می‌کند که بعد از او فردی بزرگ و مهم‌تر برای تکمیل آنچه او شروع کرده بود ظاهر خواهد شد (کسی که او چنین می‌نامد: (من‌یظهره‌الله جلّ و عزّ). در کتاب‌های نوشته شده توسط باب، درک این موضوع شگرف است که او نگران دین خود نیست بلکه نگران درکی است که توسط پیروانش نسبت به فردی که خداوند او را ظاهر می‌کند، باید وجود داشته باشد. بارها و بارها، تقریباً در هر صفحه، باب از مسلمانان استدعا می‌کند که در ظهور بعدی آن‌گونه که در این ظهور رفتار کردند، عمل نکنند و به یاد داشته باشند که هیچ ظهوری آخری نیست بلکه فقط میزانی از حقیقت را بیان می‌کند که وضعیت پیشرفت انسان او را قادر به درک آن کرده باشد.
در حقیقت باب در تکاپوی عرضه کردن مذهب خویش به دو طریق بود که تا حد ممکن مستقل از شخصیت خودش بود. اول این‌که، همان‌طور که در ابتدا دیدید، او اعلام کرد که این مذهب را اصلاً پایانی نیست و ظهور «من‌یظهره‌الله»، را پیش‌بینی کرده بود که او برای کامل کردن مذهبی که باب آن را بنیان نهاده بود خواهد آمد. ثانیاً او (باب) صلاحیت معنوی را حتی طی دوران زندگی خود به تنهایی روی خودش متمرکز نکرده بود، بلکه روی آنچه او آن را یگانگی و وحدت می‌خواند تکیه کرده بود، یعنی نوعی پیشوایی، که شامل خود او «نقطه» و هجده نفر دیگر به‌نام «حروف حی» بود. جوانی به نام میرزا یحیی که توسط باب به «صبح ازل» لقب یافته بود بعد از خود باب در آن یگانگی بالاترین مرتبه را گرفته بود.
Daltaban Peyrevi در مقدمهٔ کتاب فراخوان کامل به بهشت بیان چنین نوشته‌است:
 سال‌ها بعد از شهادت حضرت نقطه اولی (سید علی‌محمد باب) در ۹ ژوئیهٔ سال ۱۸۵۰، تعدادی از این نا اهل‌ها پیش آمدند و ادعا کردند که نه تنها جانشین باب هستند، بلکه خود را به‌عنوان من‌یظهره‌الله (موعود کتاب بیان) جلوه دادند. این موضوع قبلاً توسط باب پیش‌بینی شده بود که در آینده افرادی مدعی جانشینی الهی خواهند شد. علی‌رغم این واقعیت که حضرت نقطه، کامـلاً این موضوع را روشن نموده و صراحتاً میرزا یحیی(کسی که بارها توسط سید باب، صبح ازل نامیده شده بود) را جانشین و رهبر معنوی مؤمنان بیان اعلام نموده بود.
در کتاب تنبیه‌النائمین و هشت بهشت به نام برخی از این افراد که مدعی مقام من‌یظهره‌الله بودند اشاره شده‌است.
ابوالقاسم افنان در کتاب عهد اعلی آورده‌است:
«بعد از شهادت حضرت باب، ۲۵ نفر ادعا کردند که مظاهر حقند یعنی «من‌یظهره‌الله» موعود می‌باشند.»
سپس نام آن‌ها را به شرح زیر می‌آورد:
1. سید بصیر هندی
2. میرزا اسدالله خویی
3. شیخ علی، ملقب به عظیم
4. میرزا عبدالله قزوینی (متخلص به «غوغا»)
5. میرزا حسین قطب نیریزی
6. میرزا موسی قمی
7. ملا هاشم کاشی
8. حسین میلانی
9. ملا محمد نبیل زرندی و …[۱۳]